# Соснівка поцяткована
Соснівка поцяткована (лат. Nothorhina punctata (Fabricius, 1798)) — вид жуків з родини Скрипунових.

## Етимологія назви
Науковий латинізований видовий епітет «punctata» з латинської означає «цяткована». Українська назва «поцяткована» — «вкрита цятками», оскільки у імаґо передньоспинки вкрита дрібними блискучими горбиками, що виділяються на матовому тлі.

## Розповсюдження
Соснівка поцяткована розповсюджена на території Європи, Північній Азії, Далекому Сході, заселяючи соснові ліси.
В Україні Соснівка поцяткована є дуже рідкісним видом, відомим за поодинокими знахідками із Центрального Полісся; знахідки із території Західного Полісся потребують підтверджень.

## Екологія
Соснівка поцяткована веде нічний спосіб життя. Личинки розвиваються у товщині кори старих сосен, що ростуть на узліссях або в світлих гаях з розрідженим деревостаном; зазвичай заселяє дерево колонією, що існує рік у рік. Личинки живуть у кірковому шарі (не зачіпаючи лубу) живих дерев, прокладаючи в ньому ходи знизу вгору, забивають їх дрібною борошнистою тирсою. Довжина ходу до 11,5 см, максимальна ширина 5-8 мм. Після другої зимівлі, починаючи з першої декади червня, личинки лялькуються (довжина колиски - 15-19 мм, ширина 5-8 мм). Лялечкова фаза триває близько двох тижнів. Повний цикл розвитку завершується впродовж двох років.
З відомих паразитів Соснівки поцяткованої є ятруни виду Rhadinopimpla depressa Hgr. (Ichneumonidae). 